# Mega Track
Mega Track – samochód sportowy produkowany przez francuską firmę Aixam. Wyposażony jest on w nadwozie kryte. Samochód jest napędzany przez silnik V12 o poj. 5987 cm³ (394 KM przy 5200 obr./min) zamontowany przed tylną osią, ze stałym AWD, o rozkładzie mocy w stosunku 34:66.
Mega Track nie mógł przekraczać 250 km/h, z powodu elektronicznego ogranicznika prędkości.
Kevlarowe nadwozie utrzymywała rama ze stalowych profili i rurek. Koła zawieszone były niezależnie na sprężynach śrubowych i stabilizatorach. Podczas jazdy po wybojach prześwit, pierwotnie wynoszący 20 cm, można było zwiększać o 10 cm dzięki hydraulicznej regulacji wysokości zawieszenia.
Masową produkcję tego samochodu uniemożliwiły problemy z przenoszeniem wielkich mocy, ale realizowano zamówienia indywidualne.